# العلاقات الشمال مقدونية الليبيرية
العلاقات الشمال مقدونية الليبيرية هي العلاقات الثنائية التي تجمع بين شمال مقدونيا وليبيريا.

## مقارنة بين البلدين
هذه مقارنة عامة ومرجعية للدولتين:
| وجه المقارنة                                              | شمال مقدونيا                                               | ليبيريا      |
| --------------------------------------------------------- | ---------------------------------------------------------- | ------------ |
| المساحة (كم2)                                             | 25.71 ألف                                                  | 111.37 ألف   |
| عدد السكان (نسمة)                                         | 2.08 مليون                                                 | 4.73 مليون   |
| الكثافة السكانية (ن./كم²)                                 | 80.9                                                       | 42.47        |
| العاصمة                                                   | إسكوبية                                                    | مونروفيا     |
| اللغة الرسمية                                             | اللغة المقدونية، اللغة الألبانية                           | لغة إنجليزية |
| العملة                                                    | دينار مقدوني                                               | دولار ليبيري |
| الناتج المحلي الإجمالي (بليون دولار)                      | 11.34 مليار                                                | 2.16 مليار   |
| الناتج المحلي الإجمالي (تعادل القوة الشرائية) بليون دولار | 29.26 مليار                                                | 3.76 مليار   |
| الناتج المحلي الإجمالي الاسمي للفرد دولار أمريكي          | 4.85 ألف                                                   | 455          |
| الناتج المحلي الإجمالي للفرد دولار أمريكي                 | 16.25 ألف                                                  | 842          |
| مؤشر التنمية البشرية                                      | 0.747                                                      | 0.430        |
| رمز المكالمات الدولي                                      | +389                                                       | +231         |
| رمز الإنترنت                                              | .mk                                                        | .lr          |
| المنطقة الزمنية                                           | توقيت وسط أوروبا، ت ع م+01:00، ت ع م+02:00، أوروبا/سكوبيه ‏ | 00           |

## منظمات دولية مشتركة
يشترك البلدان في عضوية مجموعة من المنظمات الدولية، منها:
| علم المنظمة | اسم المنظمة                               | تاريخ انضمام شمال مقدونيا | تاريخ انضمام ليبيريا |
| ----------- | ----------------------------------------- | ------------------------- | -------------------- |
|             | مؤسسة التنمية الدولية                     | 25 فبراير 1993            | 28 مارس 1962         |
|             | مؤسسة التمويل الدولية                     | 25 فبراير 1993            | 28 مارس 1962         |
|             | منظمة حظر الأسلحة الكيميائية              | ?                         | ?                    |
|             | الأمم المتحدة                             | 8 أبريل 1993              | 2 نوفمبر 1945        |
|             | الاتحاد الدولي للاتصالات                  | 4 مايو 1993               | 10 أكتوبر 1927       |
|             | منظمة الشرطة الجنائية الدولية             | ?                         | ?                    |
|             | البنك الدولي للإنشاء والتعمير             | 25 فبراير 1993            | 28 مارس 1962         |
|             | الاتحاد البريدي العالمي                   | ?                         | ?                    |
|             | المركز الدولي لتسوية المنازعات الاستشارية | 26 نوفمبر 1998            | 16 يوليو 1970        |
|             | وكالة ضمان الاستثمار متعدد الأطراف        | 19 مارس 1993              | 12 أبريل 2007        |
|             | يونسكو                                    | 28 يونيو 1993             | 6 مارس 1947          |

## وصلات خارجية
- موقع وزارة الخارجية الليبيرية